# Marana
Marana, Maranna – imię żeńskie pochodzenia celtyckiego, zlatynizowane, oznaczające „wodna”. 

Patronką tego imienia jest św. Marana (V w.), wspominana razem z towarzyszką św. Cyrą.
Marana imieniny obchodzi 3 sierpnia.